# Castle Bravo

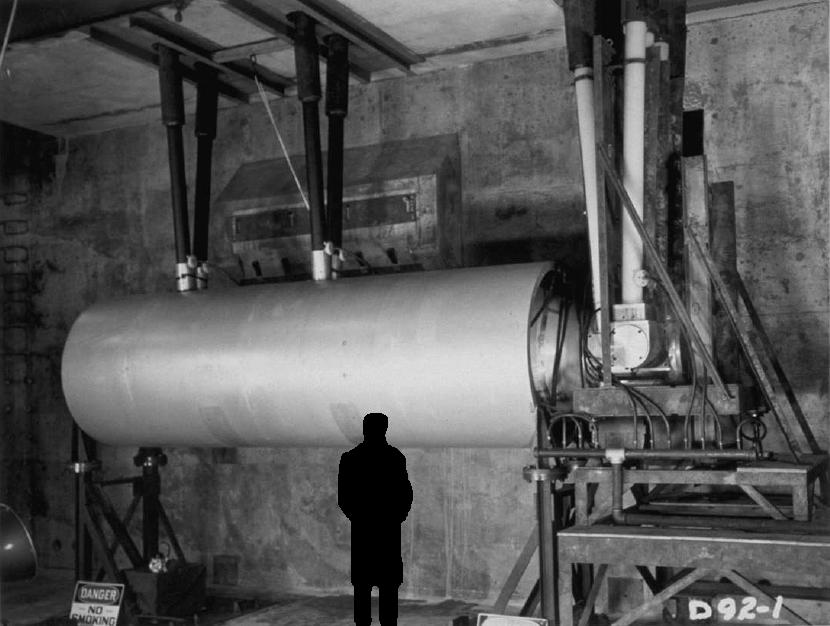
De cilindervormige bom gemonteerd in de cabine. Het silhouet van een mens is toegevoegd om de schaal aan te geven.

Castle Bravo was de codenaam van de eerste kernproef met een waterstofbom die op 1 maart 1954 door de Verenigde Staten tot ontploffing werd gebracht op het Bikini-atol van de Marshalleilanden; als onderdeel van operatie Castle. Met een kracht van 15 megaton TNT-equivalent was Castle Bravo het krachtigste kernwapen dat ooit door de VS tot ontploffing is gebracht. Dit was veel meer dan de verwachte kracht van 4 tot 6 megaton en leidde, gecombineerd met andere factoren, tot de grootste radioactieve besmetting die de Verenigde Staten ooit hebben veroorzaakt met één enkele kernproef.

## Locatie van de proef
De bom zelf was een cilinder met een afmeting van 4,56 meter in de lengte, een diameter van 1,37 meter en een massa van 10,7 ton. De cilinder was gemonteerd in een beschutte cabine op een kunstmatig eiland op een rif van Namu-eiland in het Bikini-atol.

## Proef en explosie

Explosie van Castle Bravo met paddenstoelwolk

Om 06:45 uur op 1 maart 1954 (lokale tijd) werd de waterstofbom tot ontploffing gebracht.
Op het moment dat Castle Bravo tot ontploffing werd gebracht, ontstond er binnen één seconde een vuurbal van ruim 7 kilometer in diameter. De explosie was duidelijk zichtbaar vanaf het Kwajalein-atol, dat 400 kilometer verderop lag. De schokgolf breidde zich hierna meteen uit over het gehele atol (en verder). De schokgolf en explosie veroorzaakten een krater met een diameter van ongeveer twee kilometer en een diepte van 75 meter. Deze krater is nu nog steeds zichtbaar als een grote inkeping aan de noordwestelijke kant van het atol. De paddenstoelwolk die als gevolg van de explosie ontstond, bereikte binnen een minuut een hoogte van 14 kilometer en had een diameter van 11 kilometer. Uiteindelijk bereikte de wolk een hoogte van 40 kilometer en een diameter van 100 kilometer in minder dan 10 minuten en breidde zich uit met een snelheid van 360 km/u. Als gevolg van de radioactieve wolk raakte meer dan 7000 km² van de Grote Oceaan, waaronder verschillende eilanden, besmet met radioactieve fall-out.

## Daigo Fukuryū Maru
Het Japanse vissersschip "Daigo Fukuryū Maru" (Lucky Dragon No. 5) was op de dag van de ontploffing in de buurt van het Bikini-atol en werd niet opgemerkt. De radioactieve straling was zo groot dat de volledige bemanning acute stralingsziekte opliep. Aikichi Kuboyama stierf door complicaties veroorzaakt door de stralingsziekte op 23 september 1954. Kuboyama is daarmee het eerste slachtoffer dat ooit is gevallen bij de ontploffing van een waterstofbom.